# Ковалев (Красногвардейский район)
Ковалев — хутор в Красногвардейском районе Белгородской области. Входит в состав Коломыцевского сельского поселения.

## География
Хутор расположен недалеко от районного центра — Бирюча.
Часовой пояс
Хутор Ковалев как и вся Белгородская область, находится в часовой зоне МСК (московское время). Смещение применяемого времени относительно UTC составляет +3:00.

## Население
| 1859 | 2002 | 2010 |
| ---- | ---- | ---- |
| 381  | ↘132 | ↘105 |